# Station Mora
Station Mora is een spoorwegstation in de Zweedse plaats Mora. Het station werd geopend in 1891 en ligt aan de Dalabanan en Inlandsbanan.

## Verbindingen
| Serie | Treinsoort       | Route                                                                                      | Bijzonderheden |
| ----- | ---------------- | ------------------------------------------------------------------------------------------ | -------------- |
| 50    | Stoptrein (TÅGK) | Morastrand – Mora – Rättvik – Tällberg – Leksand – Insjön – Gagnef – Djurås – Borlänge     |                |
| 50    | Intercity (SJ)   | Mora – Rättvik – Leksand – Borlänge – Avesta Krylbo – Sala – Uppsala – Arlanda – Stockholm |                |